# Gravigny

Gravigny este o comună în departamentul Eure, Franța. În 1 ianuarie 2022 avea o populație de 4.016 de locuitori.